# Rebecca Jasontek
Rebecca „Becky“ Jasontek (* 26. Februar 1975 in Cincinnati, Ohio) ist eine ehemalige US-amerikanische Synchronschwimmerin.

## Erfolge
Rebecca Jasontek gewann mit der US-amerikanischen Synchronmannschaft 1998 bei den Weltmeisterschaften in Perth mit Bronze ihre erste internationale Medaille. Ein Jahr später folgte bei den Panamerikanischen Spielen in Winnipeg der Gewinn der Silbermedaillen im Duett mit Emily Marsh und in der Mannschaftskonkurrenz. Bei den Panamerikanischen Spielen 2003 in Santo Domingo sicherte sich Jasontek mit der Mannschaft die Goldmedaille. Sie verwies dabei Kanada auf Rang zwei und Brasilien auf Rang drei. Im selben Jahr gelangen Jasontek mit der US-Mannschaft zwei weitere Medaillengewinne bei den Weltmeisterschaften in Barcelona. Im Mannschaftswettbewerb belegten die US-Amerikanerinnen Platz drei und in der Kombination Platz zwei.
Bei den Olympischen Spielen 2004 in Athen gehörte Jasontek ebenfalls zum US-amerikanischen Aufgebot in der Mannschaftskonkurrenz. Die US-amerikanische Équipe, zu der neben Jasontek noch Anna Kozlova, Tamara Crow, Erin Dobratz, Stephanie Nesbitt, Alison Bartosik, Sara Lowe, Lauren McFall und Kendra Zanotto gehörten, belegte schließlich den Bronzerang. Sie erhielten mit 97,667 Punkten genau einen Punkt weniger als die zweitplatzierten Japanerinnen und zwei Punkte weniger als die siegreichen Russinnen. Die Spiele waren Jasonteks letzter internationaler Wettkampf.